# Жихарево (Московская область)
Жихарево — деревня в Наро-Фоминском районе Московской области, в составе сельского поселения Ташировское. Численность постоянного населения по Всероссийской переписи 2010 года — 21 человек, в деревне числятся 4 садовых товарищества. До 2006 года Жихарево входило в состав Крюковского сельского округа.
Деревня расположена в западной части района, на левом берегу реки Нара, примерно в 8 км к северо-западу от города Наро-Фоминска, высота центра над уровнем моря 173 м. Ближайшие населённые пункты — Мякишево и Обухово.